# Никола Вукмирович
Никола Вукмирович (на сръбски: Никола Вукмировић) е черногорски революционер, деец на Вътрешната македоно-одринска революционна организация.

## Биография
Роден е на 5 май 1872 година в черногорското село Метеризи. Още от рано заминава да търси препитание в Румъния и Гърция, където участва в изграждането на Коринтския канал. Работи и в България, където влиза във ВМОРО. През 1903 година взема участие в Илинденско-Преображенското въстание. След разгрома на въстанието застава начело на чета в района на Неврокопско и Сярско. На 13 април 1904 година в битка с турски части при село Фращани е тежко ранен и пленен. Осъден е и лежи в различни турски затвори, включително и в Еди куле в Солун. След Младотурската революция е амнистиран и се завръща в България и живее в Брацигово, където се жени за Стоянка. През 1918 година заедно със семейството си се премества в Печ, Югославия. Синът му Борис Вукмирович е комунистически югославски партизанин. Никола Вукмирович е носител на Партизански възпоменателен медал 1941 година.